# Zeleni volčji jezik
Zeleni volčji jezik (znanstveno ime Coeloglossum viride) je kukavičevka iz rodu Coeloglossum.

## Opis
Zeleni volčji jezik zraste od 10 do 55 cm visoko in ima od 5 do 14 cm dolge ter 2 do 7 cm široke ovalne liste. Ti so premenjalni, običajno pa jih ima posamezna rastlina od dva do šest. Rastlina cveti od maja do junija, raste pa v vlažnih listnatih gozdovih in na zamočvirjenih travnikih. .
Cvetovi so združeni v gosta koničasta socvetja, v katere je zbrano od 7 do 70 majnih zelenkastih cvetov, ki so včasih škrlatno ali rjavo obrobljeni.